# Совляни
Совляни (пол. Sowlany) — село в Польщі, у гміні Грабівка Білостоцького повіту Підляського воєводства. До 31 грудня 2024 року село належало до гміни Супрасль.
Населення — 321 особа (2011).
У 1975-1998 роках село належало до Білостоцького воєводства.

## Демографія
Демографічна структура станом на 31 березня 2011 року:
|          | Загалом | Допрацездатний вік | Працездатний вік | Постпрацездатний вік |
| -------- | ------- | ------------------ | ---------------- | -------------------- |
| Чоловіки | 153     | 43                 | 100              | 10                   |
| Жінки    | 168     | 39                 | 105              | 24                   |
| Разом    | 321     | 82                 | 205              | 34                   |